# Rourkela Airport
Rourkela Airport är en flygplats i Indien.   Den ligger i distriktet Sundargarh och delstaten Odisha, i den centrala delen av landet, 1 000 km sydost om huvudstaden New Delhi. Rourkela Airport ligger 205 meter över havet.
Terrängen runt Rourkela Airport är platt. Runt Rourkela Airport är det mycket tätbefolkat, med 1 266 invånare per kvadratkilometer. Närmaste större samhälle är Raurkela, 6,2 km sydost om Rourkela Airport. Trakten runt Rourkela Airport består till största delen av jordbruksmark.